# Gulshan Grover

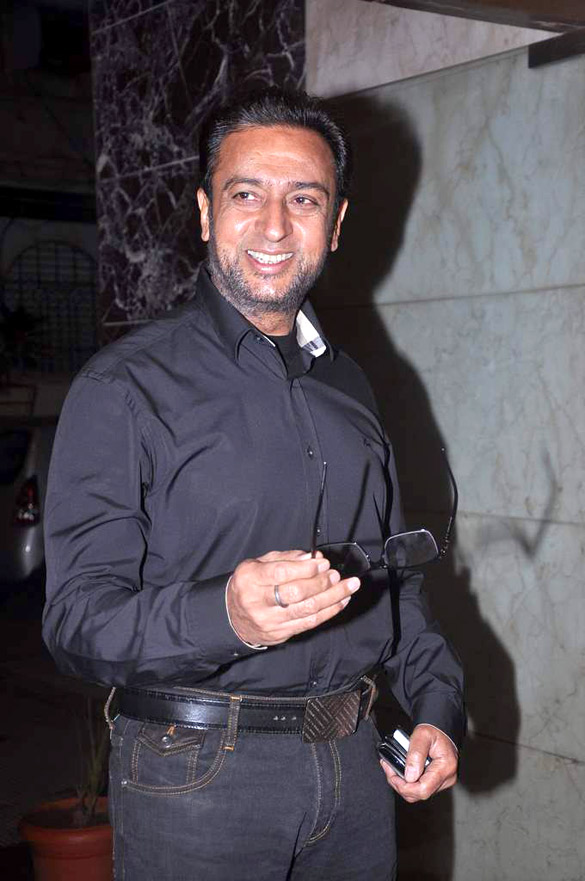
Gulshan Grover (2012)

Gulshan Grover (Hindi गुलशन ग्रोवर; * 21. September 1955 in Neu-Delhi) ist ein indischer Schauspieler. Er wurde vor allem durch seine Darstellungen von Antagonisten in verschiedenen Bollywood-Filmproduktionen bekannt und erhielt dadurch den Spitznamen Bad Man.

## Leben
Grover wurde am 21. September 1955 als Sohn von Ramrakhi Grover und Bishambar Nath Grover in Neu-Delhi geboren. Er machte einen Abschluss am Shri Ram College of Commerce in Delhi und gehörte dem Ensemble der Little Theatre Group an. Er gab 1978 sein Filmschauspieldebüt in einer kleineren Rolle im Film Madhu Malti. Anschließend erhielt er jährlich mehrere Filmbesetzungen und wirkte bisher in über 400 Filmproduktionen mit.
Grover spielt neben indischen Filmproduktionen auch in internationalen Filmproduktionen mit. So war er 2013 in Prisoners of the Sun in der Rolle des Rohit zu sehen.
Für seine Leistungen in den Filmen Aagaz aus dem Jahr 2001 und Dus aus dem Jahr 2006 wurde er jeweils mit dem Bollywood Movie Award in der Kategorie Bester Schurke ausgezeichnet.

## Filmografie (Auswahl)
- 1978: Madhu Malti
- 1989: Kanoon Apna Apna
- 1991: Kurbaan
- 1993: Chandra Mukhi
- 1995: Rangeela
- 1996: Khiladiyon Ka Khiladi
- 1997: Raja Ki Aayegi Baraat
- 1997: Yes Boss
- 1998: Duplicate
- 2001: Bas Itna Sa Khwaab Hai
- 2001: Lajja – Schande (Lajja)
- 2002: Beeper
- 2002: Chalo Ishq Ladaaye
- 2003: Chura Liyaa Hai Tumne – Du hast mein Herz geraubt (Chura Liyaa Hai Tumne)
- 2003: Drei Häftlinge im Todestrakt (3 Deewarein)
- 2003: Paap – Eine verhängnisvolle Sünde (Paap)
- 2007: Fool N Final
- 2013: Prisoners of the Sun